# Салем, Мохамед
Мохамед Али Бен Салем (араб. علي بن سالم محمد‎; род. 6 января 1996, Тунис) — тунисский футболист, защитник клуба АГМК.

## Клубная карьера
Выступал за команду Клуб Африкен U-23, за первую команду клуба дебютировал 19 сентября 2015 года в проигранном (0:2) выездном поединке 2-го тура Лиги 1 против «Сиди Бузид». Мохамед вышел на поле на 90-й минуте, заменив Сулеймане Кулибали. Во второй половине сентября 2015 года сыграл 2 матча в Лиге 1 (в обоих случаях выходил на поле со скамейки запасных в конце матча), после чего снова играл за команду U-23.
В преддверии старта сезона 2016/17 годов перебрался в «Олимпик». В футболке клуба из Беджи дебютировал 9 сентября 2016 в проигранном (0:2) выездном поединке 1-го тура Лиги 1 против «Габеша». Бен Салем вышел на поле в стартовом составе и отыграл весь матч. Дебютным голом на взрослом уровне отличился 16 октября 2016 на 3-й минуте победного (2:1) домашнего поединка 4-го тура Лиги 1 против «Ла-Марсы». Мохамед вышел на поле в стартовом составе и отыграл весь матч. В «Олимпике» отыграл один сезон, за это время в Лиге 1 сыграл 14 матчей, в которых отличился 2-мя голами.
Сезон 2017/18 годов начал в «Митлаве». В футболке нового клуба отличился 15 августа 2017 года в победном (2:0) домашнем поединке 1-го тура Лиги 1 против «Стад Тунизьена». Бен Салем вышел на поле на 51-й минуте, заменив Феуда Тимуми. За три с половиной сезона, проведенных в «Митлаве», сыграл 73 матча в Лиге 1.
В феврале 2021 года подписал контракт с «Ингульцом».

## Карьера в сборной
Вызвался в состав юношеской сборной Туниса U-17, в футболке которой дебютировал 18 октября 2013 в победном (2:1) поединке юношеского чемпионата мира против сверстников из Венесуэлы. Бен Салем вышел на поле на 90+1-й минуте, заменив Нидала Бен Салем. В составе юношеской сборной Туниса сыграл 3 матча.